# Élections législatives de 2007 dans les Alpes-de-Haute-Provence
Les élections législatives françaises de 2007 se déroulent les 10 et 17 juin 2007. Dans le département des Alpes-de-Haute-Provence, deux députés sont à élire dans le cadre de deux circonscriptions. 

## Élus
| Circonscription | Député sortant    | Parti | Parti | Député élu ou réélu | Parti | Parti |
| --------------- | ----------------- | ----- | ----- | ------------------- | ----- | ----- |
| 1re             | Jean-Louis Bianco |       | PS    | Jean-Louis Bianco   |       | PS    |
| 2e              | Daniel Spagnou    |       | UMP   | Daniel Spagnou      |       | UMP   |

## Résultats

### Résultats à l'échelle du département
| Parti          | Parti                               | Premier tour | Premier tour | Second tour | Second tour | Sièges |
| Parti          | Parti                               | Voix         | %            | Voix        | %           | Sièges |
| -------------- | ----------------------------------- | ------------ | ------------ | ----------- | ----------- | ------ |
|                | Union pour un mouvement populaire   | 32 994       | 42,49        | 39 843      | 50,77       | 1      |
|                | Mouvement pour la France            | 969          | 1,25         |             |             | 0      |
|                | Divers droite                       | 109          | 0,14         | 0           |             |        |
|                | Majorité présidentielle             | 34 072       | 43,88        | 39 843      | 50,77       | 1      |
|                |                                     |              |              |             |             |        |
|                | Parti socialiste                    | 25 134       | 32,36        | 38 631      | 49,23       | 1      |
|                | Parti communiste français           | 3 093        | 3,98         |             |             | 0      |
|                | Les Verts                           | 2 397        | 3,09         | 0           |             |        |
|                | Gauche parlementaire                | 30 624       | 39,43        | 38 631      | 49,23       | 1      |
|                |                                     |              |              |             |             |        |
|                | UDF–Mouvement démocrate             | 4 110        | 5,29         |             |             | 0      |
|                | Front national                      | 3 302        | 4,25         | 0           |             |        |
|                | Extrême gauche dont LCR, LO et PT   | 2 429        | 3,13         | 0           |             |        |
|                | Chasse, pêche, nature et traditions | 1 345        | 1,73         | 0           |             |        |
|                | Divers écologiste dont GÉ           | 782          | 1,01         | 0           |             |        |
|                | Divers                              | 556          | 0,72         | 0           |             |        |
|                | Extrême droite dont MNR             | 438          | 0,56         | 0           |             |        |
|                |                                     |              |              |             |             |        |
| Inscrits       | Inscrits                            | 119 359      | 100,00       | 119 355     | 100,00      | 2      |
| Abstentions    | Abstentions                         | 40 276       | 33,74        | 38 500      | 32,26       |        |
| Votants        | Votants                             | 79 083       | 66,26        | 80 855      | 67,74       |        |
| Blancs et nuls | Blancs et nuls                      | 1 425        | 1,8          | 2 381       | 2,94        |        |
| Exprimés       | Exprimés                            | 77 658       | 98,2         | 78 474      | 97,06       |        |

### Résultats par circonscription

#### Première circonscription (Dignes-les-Bains)
|                                   | Éliane Barreille                | UMP                    | 14 745 | 38,60  | 18 938 | 47,67  |  |  |  |  |  |
|                                   | Jean-Louis Bianco sortant réélu | PS                     | 13 902 | 36,40  | 20 791 | 52,33  |  |  |  |  |  |
|                                   | Joëlle Tebar                    | UDF–MoDem              | 1 841  | 4,82   |        |        |  |  |  |  |  |
|                                   | Mireille Jouzier-Berges         | FN                     | 1 600  | 4,19   |        |        |  |  |  |  |  |
|                                   | Aurore Hernandez                | PCF                    | 1 304  | 3,41   |        |        |  |  |  |  |  |
|                                   | Martine Vallon                  | Les Verts              | 1 272  | 3,33   |        |        |  |  |  |  |  |
|                                   | Venise Lafon                    | Extrême gauche (LCR)   | 858    | 2,24   |        |        |  |  |  |  |  |
|                                   | Monique Daniel                  | CPNT                   | 716    | 1,87   |        |        |  |  |  |  |  |
|                                   | Jean-Claude Silvy               | MPF                    | 543    | 1,42   |        |        |  |  |  |  |  |
|                                   | Marie-France Lorenzelli         | Divers écologiste (GÉ) | 397    | 1,04   |        |        |  |  |  |  |  |
|                                   | Micheline Panisse               | Extrême droite (MNR)   | 260    | 0,68   |        |        |  |  |  |  |  |
|                                   | Caroline Alonso                 | Extrême gauche (LO)    | 251    | 0,66   |        |        |  |  |  |  |  |
|                                   | Bernard Jeanselme               | Extrême gauche (PT)    | 165    | 0,43   |        |        |  |  |  |  |  |
|                                   | Catherine Piechota              | Divers (LFA)           | 153    | 0,40   |        |        |  |  |  |  |  |
|                                   | Noël Chuisano                   | Divers droite          | 109    | 0,29   |        |        |  |  |  |  |  |
|                                   | Jean Milanovic                  | Divers                 | 83     | 0,22   |        |        |  |  |  |  |  |
|                                   |                                 |                        |        |        |        |        |  |  |  |  |  |
| Inscrits                          | Inscrits                        | Inscrits               | 58 493 | 100,00 | 58 494 | 100,00 |  |  |  |  |  |
| Abstentions                       | Abstentions                     | Abstentions            | 19 542 | 33,41  | 17 565 | 30,03  |  |  |  |  |  |
| Votants                           | Votants                         | Votants                | 38 951 | 66,59  | 40 929 | 69,97  |  |  |  |  |  |
| Blancs et nuls                    | Blancs et nuls                  | Blancs et nuls         | 754    | 1,94   | 1 200  | 2,93   |  |  |  |  |  |
| Exprimés                          | Exprimés                        | Exprimés               | 38 197 | 98,06  | 39 729 | 97,07  |  |  |  |  |  |
| Source : Ministère de l'Intérieur |                                 |                        |        |        |        |        |  |  |  |  |  |

#### Deuxième circonscription (Manosque)
| Candidat                          | Candidat                     | Parti                  | Premier tour | Premier tour | Second tour | Second tour |
| Candidat                          | Candidat                     | Parti                  | Voix         | %            | Voix        | %           |
| --------------------------------- | ---------------------------- | ---------------------- | ------------ | ------------ | ----------- | ----------- |
|                                   | Daniel Spagnou sortant réélu | UMP                    | 18 249       | 46,25        | 20 905      | 53,96       |
|                                   | Christophe Castaner          | PS                     | 11 232       | 28,46        | 17 840      | 46,04       |
|                                   | Isabelle Verschueren         | UDF–MoDem              | 2 269        | 5,75         |             |             |
|                                   | Jean-Claude Cauvin           | PCF                    | 1 789        | 4,53         |             |             |
|                                   | Mireille d’Ornano            | FN                     | 1 702        | 4,31         |             |             |
|                                   | Patrick Garnon               | Les Verts              | 1 125        | 2,85         |             |             |
|                                   | Karine Denko                 | Extrême gauche (LCR)   | 825          | 2,09         |             |             |
|                                   | Gilles Ravera                | CPNT                   | 629          | 1,59         |             |             |
|                                   | Jeannine Douzou              | MPF                    | 426          | 1,08         |             |             |
|                                   | Véronique Raphel             | Divers écologiste (GÉ) | 385          | 0,98         |             |             |
|                                   | Xavier Dejasmin              | Divers                 | 320          | 0,81         |             |             |
|                                   | Michèle Chassaing            | Extrême droite         | 178          | 0,45         |             |             |
|                                   | Max Illy                     | Extrême gauche (LO)    | 176          | 0,45         |             |             |
|                                   | Claude Senes                 | Extrême gauche (PT)    | 156          | 0,40         |             |             |
|                                   |                              |                        |              |              |             |             |
| Inscrits                          | Inscrits                     | Inscrits               | 60 866       | 100,00       | 60 861      | 100,00      |
| Abstentions                       | Abstentions                  | Abstentions            | 20 734       | 34,06        | 20 935      | 34,40       |
| Votants                           | Votants                      | Votants                | 40 132       | 65,94        | 39 926      | 65,60       |
| Blancs et nuls                    | Blancs et nuls               | Blancs et nuls         | 671          | 1,67         | 1 181       | 2,96        |
| Exprimés                          | Exprimés                     | Exprimés               | 39 461       | 98,33        | 38 745      | 97,04       |
| Source : Ministère de l'Intérieur |                              |                        |              |              |             |             |